# Haloragis trigonocarpa
Haloragis trigonocarpa es una especie de planta floral perteneciente al género Haloragis, de la familia Haloragaceae, orden Saxifragales. Crece en el bioma desierto o de matorrales secos.
Fue descrita por el médico y botánico alemán Ferdinand von Mueller. La especie es válida y aceptada y aparece registrada en una sección de la publicación Fragm. 10: 84 de 1876.

## Distribución
Se distribuye por Australia Occidental.